# Федерация бейсбола Азии
Федерация бейсбола Азии (англ. Baseball Federation of Asia, сокр. BFA) — структура, управляющая азиатским бейсболом. Объединяет 30 национальных ассоциаций. Представляет Всемирную конфедерацию бейсбола и софтбола (WBSC) в странах Азии.
BFA объединяют с Конфедерацией софтбола Азии под общим названием WBSC Asia, хотя обе организации сохранили свою независимость. 

## История
В 1954 году во время проведения II Азиатских игр в столице Филиппин Маниле представителями четырёх бейсбольных ассоциаций (Японии, Южной Кореи, Тайваня и Филиппин) был образован комитет по организации континентальной федерации бейсбола. 7 сентября того же года на учредительном конгрессе в Маниле создана Федерация бейсбола Азии, президентом которой был избран представитель Филиппин Чарлз Чик Парсонс. Всё в том же 1954 году прошёл первый чемпионат Азии. С 1994 бейсбол входит в программу Азиатских игр. С 1994 проводятся чемпионаты Азии среди юниоров, с 2000 — среди кадетов и ювенилов. В 1995 состоялся первый розыгрыш Кубка Азии, с 2012 разделённый на восточный и западный дивизионы. С 2017 года проводится Кубок Азии среди женщин.

## Структура BFA
Высший орган Федерации бейсбола Азии — Конгресс, проводимый раз в два года. В работе Конгресса приглашаются принять участие все национальные федерации, являющиеся членами BFA.
Для решения задач, поставленных Конгрессом перед BFA, а также уставных требований, делегаты Конгресса избирают Исполнительный комитет, который проводит в жизнь решения Конгресса, а также организует повседневную деятельность BFA. Руководит его работой Президент Федерации бейсбола Азии, избираемый Конгрессом. Кроме президента в состав Совета также входят 3 вице-президента, генеральный секретарь, исполнительный директор и 5 членов.

### Руководство BFA
- Джеффри Ку — президент BFA
- Масатакэ Яманака — вице-президент
- Фахар Шах — вице-президент
- Чэнь Сюй — вице-президент
- Линь Хуа-вэй — генеральный секретарь
- Ричард Линь — исполнительный директор

## Официальные соревнования
В рамках своей деятельности Федерация бейсбола Азии отвечает за проведение следующих турниров:
- Турниры по бейсболу в рамках Азиатских игр
- Чемпионаты Азии среди мужских национальных сборных команд
- Кубок Азии среди мужчин(дивизионы Запад и Восток) и женщин;
- Чемпионаты Азии среди юниоров (возраст участников до 18 лет);
- Чемпионаты Азии среди кадетов (возраст участников до 15 лет);
- Чемпионаты Азии среди ювенилов (возраст участников до 12 лет);
- Клубный турнир азиатских городов.

## Члены BFA
В скобках после названия страны указана национальная ассоциация или ассоциации этой страны, являющиеся членами BFA: бс — объединённая бейсбольно-софтбольная, б — бейсбольная.
| - Афганистан (б) - Бангладеш (бc) - Бруней (бc) - Бутан (бc) - Вьетнам (бc) - Гонконг (б) - Индия (б) - Индонезия (бc) - Иордания (бc) - Ирак (бc) | - Иран (бc) - Камбоджа (бc) - Китай (б) - КНДР (бc) - Лаос (бc) - Малайзия (б) - Монголия (бc) - Мьянма (б) - Непал (бc) - Пакистан (б) | - Палестина (бc) - Саудовская Аравия (бc) - Сингапур (бc) - Сирия (бc) - Таиланд (б) - Тайвань (б) - Филиппины (б) - Шри-Ланка (бc) - Южная Корея (бc) - Япония (б) |